# 葉村晶シリーズ
『葉村晶シリーズ』（はむらあきらシリーズ）、『女探偵・葉村晶シリーズ』（おんなたんてい はむらあきらシリーズ）は、若竹七海による日本の推理小説のシリーズ。1996年から刊行されている。孤高の女探偵・葉村晶が職を転々としながら様々な事件に巻き込まれる様をハードボイルドタッチで描く。
『ハムラアキラ〜世界で最も不運な探偵〜』（ハムラアキラ せかいでもっともふうんなたんてい）と題してNHK名古屋放送局制作でテレビドラマ化され、2020年1月から3月までNHK総合「ドラマ10」で放送されていた。

## 概要
葉村晶の初登場作は『小説中公』1994年7月号の『海の底』である。サラ・パレツキーのV・I・ウォーショースキー、スー・グラフトンのキンジー・ミルホーンなどの女性私立探偵物が日本でブームとなっていた頃で、自分でも書いてみたいと考えた若竹が短編の依頼を受けたのを機に書き上げた。日本では私立探偵という職業にリアリティを与えられないため、職業はフリーターとなった。1996年にシリーズ第1作として刊行された短編集『プレゼント』には、小林警部補と部下の御子柴のバディを主人公とし葉村晶は登場しない短編（「冬物語」、「殺人工作」、「プレゼント」）が含まれ、最後の「トラブル・メイカー」で初めて両者が顔を合わせる構成となっている。
当初は単発の予定であったものの、葉村晶のキャラクターが予想外の好評を博したことから何度か登場させるうちに別の方面からも女探偵を主人公とした作品の依頼が舞い込み、葉村を興信所の調査員にして登場させることとなった。また、葉村晶で1冊の単行本を作ろうという話しが持ち上がった際には、別の女性主人公の物語を何編か葉村晶に置き換えて書き直し、短編集『依頼人は死んだ』が刊行された。
2001年にはシリーズ初の長編となる『悪いうさぎ』が刊行され、日本推理作家協会賞長編賞の候補となった。
2013年に、短編「暗い越流」が日本推理作家協会賞短編部門を受賞したことにより単行本化が企画された際、私家版で出版していた短編「信じたければ〜殺人熊書店の事件簿1〜」で戸川安宣が店主を務めるミステリ専門書店「TRICK+TRAP」をモデルとした設定を生かし、「道楽者の金庫」を書き下ろすこととなった。そこで「古本屋をやりながら探偵をするというのは面白い」と晶がミステリ古書店のアルバイトになるという設定が生まれ、翌2014年に13年ぶりとなる新作長編『さよならの手口』でシリーズが再開した。
５年ぶりの新作「まぐさ桶の犬（2025年3月 文春文庫）」では、葉村晶も五十代になり老眼鏡が必要だったり歯痛に悩まされるキャラクタ設定になっている。

## 作品リスト
プレゼント
- 1996年5月、中央公論新社、ISBN 978-4-12-002578-5
- 1998年12月、中公文庫、ISBN 978-4-12-203306-1

| 収録作品           | 初出                     |
| ------------------ | ------------------------ |
| 海の底             | 『小説中公』1994年7月号  |
| 冬物語             | 『小説中公』1995年1月号  |
| ロバの穴           | 『小説中公』1995年6月号  |
| 殺人工作           | 『小説non』1995年10月号  |
| あんたのせいよ     | 『野性時代』1994年9月号  |
| プレゼント         | 『小説non』1996年3月号   |
| 再生               | 『野性時代』1995年11月号 |
| トラブル・メイカー | 書き下ろし               |
※葉村晶シリーズは「海の底」・「ロバの穴」・「あんたのせいよ」・「再生」・「トラブル・メイカー」。
依頼人は死んだ
- 2000年5月、文藝春秋、ISBN 978-4-16-319230-7
- 2003年6月、文春文庫、ISBN 978-4-16-765667-6

| 収録作品                   | 初出                               |
| -------------------------- | ---------------------------------- |
| 濃紺の悪魔                 | 『週刊小説』1998年9月4日号         |
| 詩人の死                   | 『小説TRIPPER』1997年冬季号        |
| たぶん、暑かったから       | 『オール讀物』1993年11月号[注 1]   |
| 鉄格子の女                 | 『ポンツーン』1998年11月号[注 2]   |
| アヴェ・マリア             | 『小説NON』1995年2月号[注 3]       |
| 依頼人は死んだ             | 『別冊文藝春秋』228号（1999年7月） |
| 女探偵の夏休み             | 『週刊小説』1999年8月20日号        |
| わたしの調査に手加減はない | 『小説NON』1999年2月号             |
| 都合のいい地獄             | 書き下ろし                         |
悪いうさぎ
- 2001年10月、文藝春秋、ISBN 978-4-16-320470-3
- 2004年7月、文春文庫、ISBN 978-4-16-767916-3

暗い越流
- 2014年3月、光文社、ISBN 978-4-33-492933-6
- 2016年10月、光文社文庫、ISBN 978-4-33-477361-8

| 収録作品     | 初出                                    |
| ------------ | --------------------------------------- |
| 蠅男         | 『メフィスト』2009年 vol.1（2009年4月） |
| 暗い越流     | 『宝石 ザ ミステリー 2』（2012年12月）  |
| 幸せの家     | 『宝石 ザ ミステリー 3』（2013年12月）  |
| 狂酔         | 書き下ろし                              |
| 道楽者の金庫 | 書き下ろし                              |
※葉村晶シリーズは「蠅男」・「道楽者の金庫」のみ。
さよならの手口
- 2014年11月、文春文庫、ISBN 978-4-16-790220-9

静かな炎天
- 2016年8月、文春文庫、ISBN 978-4-16-790674-0

| 収録作品               | 初出                                     |
| ---------------------- | ---------------------------------------- |
| 青い影                 | 『別冊文藝春秋』317号（2015年5月）[注 4] |
| 静かな炎天             | 『別冊文藝春秋』319号（2015年8月）       |
| 熱海ブライトン・ロック | 『別冊文藝春秋』318号（2015年6月）[注 5] |
| 副島さんは言っている   | 『別冊文藝春秋』320号（2015年10月）      |
| 血の凶作               | 書き下ろし                               |
| 聖夜プラス1            | 『別冊文藝春秋』321号（2015年12月）      |
錆びた滑車
- 2018年8月、文春文庫、ISBN 978-4-16-791120-1

不穏な眠り
- 2019年12月、文春文庫、ISBN 978-4-16-791398-4

| 収録作品         | 初出                                   |
| ---------------- | -------------------------------------- |
| 水沫隠れの日々   | 『オール讀物』2017年8月号              |
| 新春のラビリンス | 『オール讀物』2019年3・4月合併号[注 6] |
| 逃げだした時刻表 | 『オール讀物』2019年7月号              |
| 不穏な眠り       | 『オール讀物』2019年12月号             |

まぐさ桶の犬
- 2025年3月、文春文庫、ISBN 978-4-16-792341-9

## 登場人物
葉村晶（はむら あきら）〈26 - 〉
本作の主人公。4人姉妹の末っ子としてオマケのように育てられたため、クールでニヒルな性格。疑問に思ったことや興味を思ったことはとことん調べ上げ、白黒つけるまでは諦めないが、それ故にトラブルに巻き込まれやすい災難体質。当初はフリーターとして職を転々としながら、フリーのルポライターとしての執筆活動も続けていたが、好奇心を満たしてくれる長谷川探偵調査所での調査の仕事を気に入り、3年ほど在籍する。退職後も、所長に請われ契約調査員として様々な調査に携わる。長谷川が引退して事務所を閉鎖した後は「MURDER BEAR BOOKSHOP」のバイト店員となり、店の2階の「白熊探偵社」で探偵業を続ける。この頃には、探偵業は天職であると考えるようになる。
小林舜太郎（こばやし しゅんたろう）
所轄の刑事課勤務の警部補。
御子柴（みこしば）
小林の部下の刑事。
長谷川（はせがわ）
長谷川探偵調査所の所長。淡白な性格で面倒くさがり屋。正義感の強い熱血漢ではないが、犯罪行為に手を染めることもない。パチンコが唯一の趣味。震災後は年齢を理由に引退し、事務所も閉鎖した。
村木義弘（むらき よしひろ）
長谷川探偵調査所の調査員。葉村の元同僚にして、探偵の先輩。かつては警察官だったが、事件が起きてからでしか捜査出来ないことに嫌気が差して探偵になった。話を聞きだすのが上手く、粘り強い性格のため調査員としての能力は高く、長谷川探偵調査所は彼の働きでもっていると言われていた。長谷川探偵調査所閉鎖後は妻が経営する飲食店のマスターとなった。
桜井肇（さくらい はじめ）
大手調査会社「東都総合リサーチ」の調査員。長谷川探偵調査所で手が足りなくなった時に応援として加わるため、晶とも面識がある。
立村珠洲（たちむら すず）
晶の三姉。葉村家で「姫」として育てられたためわがままで、晶に対しては傍若無人な態度で接する。悪い男に入れあげては金の無心にやって来るなど、晶を翻弄する。
相場みのり（あいば みのり）
晶の中学時代からの友人。マンションを購入した矢先に夫を亡くしたため、晶にルームシェアを持ちかける。
光浦功（みつうら　いさお）
みのりとの共同生活解消後に晶が入居した新宿区中井の建物の大家。
柴田要（しばた かなめ）
釜浦署の刑事。巡査長。晶に妻の浮気調査を依頼した過去があり、それが弱味となって晶から度々情報提供させられている。
富山泰之（とやま やすゆき）
ミステリ専門書店「MURDER BEAR BOOKSHOP」店主。晶を書店のバイトとして雇い、さらに書店の2階を探偵事務所代わりに使うことを提案。かつては大手出版社で、ミステリー雑誌編集長を務めていた。
岡部巴（おかべ ともえ）
晶が暮らすシェアハウス「スタインベック荘」の大家。
当麻茂（とうま しげる）
警視庁の警部。所属は明かそうとしない。
郡司翔一（ぐんじ しょういち）
当麻の部下。

## テレビドラマ
『ハムラアキラ〜世界で最も不運な探偵〜』（ハムラアキラ せかいでもっともふうんなたんてい）と題してNHK名古屋放送局の制作でテレビドラマ化され、NHK総合の「ドラマ10」枠で2020年1月24日から3月6日まで毎週金曜日22時00分 - 22時49分に放送されていた。全7回。主演はシシド・カフカで、本作がドラマ初主演となる。
撮影は2019年10月下旬からNHK名古屋放送局のスタジオや、名古屋近郊で行われた。

### キャスト

#### 主要人物
- 葉村晶（古書店「MURDER BEAR BOOKSHOP」のアルバイト、「白熊探偵社」の調査員） - シシド・カフカ
- 岡田正太郎（警視庁の管理官、警視）[注 7] - 間宮祥太朗[12]
- 村木義弘（元・警官の探偵） - 池田成志
- 速見治松（影山東署の刑事） - 津田寛治
- 柴田要（影山東署の刑事） - 板橋駿谷[12]

古書店「MURDER BEAR BOOKSHOP」関係
- 野々村（常連客、リサイクル店店主） - 松尾貴史
- 柿崎（常連客、サラリーマン） - 中村靖日
- アケミ（常連客、キャバクラ勤務） - 大後寿々花
- 浅川（アルバイト、大学生） - 浦上晟周
- 富山泰之（店主） - 中村梅雀

#### ゲスト
第1回
- 葉村珠洲（晶の3番目の姉） - MEGUMI
- 生沢努（生沢メイの夫） - 村上淳
- 生沢メイ（晶の同級生） - 中川知香

第2回
- 糸永静男（町内会長） - 長谷川初範
- 山際誠（村木の調査対象者） - 鈴木拓

依頼人
- 鈴木・夫 - 綾田俊樹
- 鈴木・妻 - 梅沢昌代
- 須藤明子 - 宮田圭子
- 角野史郎 - みのすけ

- 糸永静江（糸永静男の母親） - 片岡富枝

第3回
- 中山慧美（依頼人） - 三倉佳奈

依頼人の大学時代のゼミ仲間
- 野口環 - 松本まりか
- 由良香織 - 藤井美菜
- 西条華子 - フォンチー

- ミワ（喫茶店「大きな古時計」店主） - 徳井優
- 戸田猛（香織の元夫） - 木内義一

第4回
- 濃紺の男 - 野間口徹
- 松島詩織（フラワー・スタイリスト） - 武田梨奈
- 城都（探偵、村木の部下） - 増田修一朗

第5回・第6回・最終回
- 平ミチル - 井頭愛海
- 平貴美子 - 生田智子
- 山辺秀太郎 - 神尾佑
- 滝沢美和 - 田中珠里
- 柳瀬綾 - 小野花梨
- 平義晃 - 木下ほうか
- 滝沢喜代志 - 大鶴義丹
- 辻亜寿美 - 筒井真理子
- 野中則夫 - 羽場裕一
- 水地佳奈 - 黒崎レイナ
- 大黒重喜 - 田中要次

### スタッフ
- 原作 - 若竹七海
- 脚本 - 黒沢久子、木田紀生
- 音楽 - 菊地成孔
- 演出 - 大橋守、増田靜雄、中村周祐
- 探偵業考証 - 堀江俊通
- 警察考証 - 倉科孝靖
- 撮影 - 深野岳志、菅信吉
- 編集 - 平野一樹
- 制作統括 - 三鬼一希
- 制作・著作 - NHK名古屋放送局

### 放送日程
| 話数   | 放送日  | サブタイトル               | 脚本     | 演出     |
| ------ | ------- | -------------------------- | -------- | -------- |
| 第1回  | 1月24日 | トラブルメイカー           | 黒沢久子 | 大橋守   |
| 第2回  | 1月31日 | 静かな炎天                 | 黒沢久子 | 大橋守   |
| 第3回  | 2月07日 | わたしの調査に手加減はない | 木田紀生 | 増田靜雄 |
| 第4回  | 2月14日 | 濃紺の悪魔                 | 黒沢久子 | 増田靜雄 |
| 第5回  | 2月21日 | 悪いうさぎ X               | 黒沢久子 | 大橋守   |
| 第6回  | 2月28日 | 悪いうさぎ Y               | 黒沢久子 | 中村周祐 |
| 最終回 | 3月06日 | 悪いうさぎ Z               | 黒沢久子 | 大橋守   |

| NHK総合テレビ ドラマ10                                                          | NHK総合テレビ ドラマ10                                           | NHK総合テレビ ドラマ10                                          |
| 前番組                                                                          | 番組名                                                           | 次番組                                                          |
| ------------------------------------------------------------------------------- | ---------------------------------------------------------------- | --------------------------------------------------------------- |
| ミス・ジコチョー 〜天才・天ノ教授の調査ファイル〜 （2019年10月18日 - 12月20日） | ハムラアキラ 〜世界で最も不運な探偵〜 （2020年1月24日 - 3月6日） | ディア・ペイシェント 〜絆のカルテ〜 （2020年7月17日 - 9月18日） |